# Бисултанов, Исмаил Ибрагимович
Исмаил Ибрагимович Бисултанов (25 января 1952 — 26 июля 2009, Грозный) — сотрудник Министерства внутренних дел Российской Федерации, полковник милиции, участник контртеррористической операции на Северном Кавказе, погиб при исполнении служебных обязанностей.

## Биография
Исмаил Ибрагимович Бисултанов родился 25 января 1952 года. Учился в средней школе № 1 в селе Новые Атаги Шалинского района Чечено-Ингушской АССР. На протяжении восьми лет работал учителем в этой школе. Позднее трудился в органах внутренних дел сначала Советского Союза, а затем Российской Федерации. Служил в различных подразделениях уголовного розыска.
В ходе контртеррористической операции на Северном Кавказе Бисултанов на протяжении многих лет отвечал за безопасности проводимых в Чеченской Республике массовых мероприятий. Считался одним из самых опытных сотрудников чеченских правоохранительных органов.
26 июля 2009 года полковник милиции Исмаил Бисултанов отвечал за безопасность проведения очередного культурно-массового мероприятия в столице Чеченской Республики — премьеры спектакля «Город, построенный на льду», проходившего в Государственном концертно-театральном зале города Грозного. Гостями мероприятия были более 800 человек, в том числе женщины и дети, также на мероприятии должен был присутствовать президент республики Рамзан Ахматович Кадыров. В ходе мероприятия в здание попытался проникнуть неизвестный. Бисултанов с ещё несколькими офицерами милиции остановил его для досмотра. Оказавшийся террористом-смертником мужчина, как позже выяснилось, житель города Аргуна Рустам Мухадиев, находившийся в федеральном розыске, привёл в действие взрывное устройство мощностью 1,5-2 килограмма в тротиловом эквиваленте.
В результате взрыва полковник милиции Бисултанов, получивший 157 осколочных ранений, скончался на месте. Вместе с ним погибли: заместитель начальника милиции общественной безопасности Ленинского РОВД города Грозного подполковник милиции Ризван Гайдабаев, старший инспектор Управления по координации деятельности органов внутренних дел по городу Грозному подполковник милиции Александр Кузнецов, начальник изолятора временного содержания Ленинского РОВД майор милиции Майр-Али Цугаев, а также гражданин Грузии и гражданин Турции, трудившийся в одной из грозненских строительных фирм. Ещё пять человек получили ранения. В случае, если бы взрыв произошёл внутри здания, жертв было бы намного больше.
Посмертно полковник милиции Бисултанов был удостоен высшей награды Чеченской Республики — ордена Кадырова. Также он был посмертно представлен к званию Героя Российской Федерации, однако представление так и не было реализовано.

## Память
- В честь Бисултанова названа улица в городе Грозном[5].
- Имя Бисултанова носит школа села Новые Атаги Шалинского района Чеченской Республики, в которой он учился и работал.